# Pakistan op de Olympische Zomerspelen 1952
Pakistan nam deel aan de Olympische Zomerspelen 1952 in Helsinki, Finland. Ook de tweede deelname bleef zonder medailles.

## Deelnemers en resultaten

### Atletiek
| Olympiër                                                              | Discipline            | Resultaat | Prestatie                                         |
| --------------------------------------------------------------------- | --------------------- | --------- | ------------------------------------------------- |
| Jemadar Mohammad Aslam                                                | 100m (m)              | 15e       | serie 9: 2de in 11,18 kwartfinale 1: 4de in 11,02 |
| Abdul Aziz                                                            | 100m (m)              | 61e       | serie 11: 5de in 11,48                            |
| Mohammad Sharif Butt                                                  | 100m (m)              | 31e       | serie 7: 3de in 11,17                             |
| Jemadar Mohammad Aslam                                                | 200m (m)              | 37e       | serie 9: 3de in 22,14                             |
| Abdul Aziz                                                            | 200m (m)              | 65e       | serie 8: 5de in 23,02                             |
| Mohammad Sharif Butt                                                  | 200m (m)              | 39e       | serie 11: 3de in 22,34                            |
| Abdul Rehman                                                          | 400m (m)              | 83e       | serie 1: 6de in 51,47                             |
| Aurang Zeb                                                            | 400m (m)              | 61e       | serie 3: 6de in 51,25                             |
| Alam Zeb                                                              | 800m (m)              | 37e       | serie 3: 5de in 1.56,3                            |
| Abdul Rashid                                                          | 10000m (m)            | 30e       | 33.50,4                                           |
| Mirza Khan                                                            | 400m horden (m)       | 31e       | serie 5: 4de in 56,3                              |
| Mohammad Shafi                                                        | 400m horden (m)       | 29e       | serie 2: 6de in 56,1                              |
| Mohammad Sharif Butt Mohammad Fazil Abdul Aziz Jemadar Mohammad Aslam | 4x100m (m)            | 11e       | serie 4: 3de in 42,8 halve finale 1: 6de in 42,0  |
| Abdul Rehman Mohammad Shafi Mirza Khan Aurang Zeb                     | 4x400m (m)            | 18e       | serie 2: 6de in 3.23,2                            |
| Havildar Mohammad Aslam                                               | marathon (m)          | 38e       | 2:43.38,2                                         |
| Mohammad Benaras                                                      | marathon (m)          | DNF       | niet gefinisht                                    |
| Allah Ditta                                                           | 10km snelwandelen (m) | DSQ       | serie 1: gediskwalificeerd                        |
| Jalal Khan                                                            | speerwerpen (m)       | 24e       | kwalificatie groep A: 12de met 55,56m             |
| Fazal Hussain                                                         | kogelslingeren (m)    | 28e       | kwalificatie groep A: 15de met 48,36m             |
| Mohammad Iqbal                                                        | kogelslingeren (m)    | 31e       | kwalificatie groep B: 15de met 47,45m             |

### Boksen
| Olympiër          | Discipline | Resultaat | Prestatie                                                                |
| ----------------- | ---------- | --------- | ------------------------------------------------------------------------ |
| Sydney Greave     | -57kg (m)  | 9e        | 1ste ronde: W van ARG Leyes: knock-out 2de ronde: V van FRA Ventaja: 0-3 |
| Mohammad Ali      | -60kg (m)  | 9e        | 1ste ronde: vrij 2de ronde: V van VEN Matute: knock-out                  |
| Anwar Pasha Turki | -67kg (m)  | 17e       | 1ste ronde: V van RSA van der Linde: knock-out                           |
| Khan Mohammad     | -75kg (m)  | 9e        | 1ste ronde: W van POL Nowara: 2-1 2de ronde: V van ITA Sentimenti: 0-3   |

### Gewichtheffen
| Olympiër            | Discipline | Resultaat | Prestatie                                                                           |
| ------------------- | ---------- | --------- | ----------------------------------------------------------------------------------- |
| Mohammad Iqbal Butt | -75kg (m)  | 17e       | drukken: 18de met 95kg trekken: 15de met 100kg stoten: 15de met 130kg totaal: 325kg |

### Hockey
| Olympiër | Discipline | Resultaat | Prestatie |
| --- | ---------- | --------- | --- |
| Mohammad Niaz Khan Abdul Aziz Malik Fazalur Rehman Qazi Abdul Waheed Manzoor Hussain Atif Asghar Ali Khan Mohammad Rafiq Khawaja Mohammad Aslam Habib Ali Kiddie Jack Britto Safdar Ali Babul Abdul Latif Mir Mahmoodul Hasan Sheikh Syed Azmat Ali Abdul Hameed Abdul Qayyum Khan Habibur Rehman Latifur Rehman | mannen     | 4e        | voorronde: vrij 1ste ronde: W van Frankrijk: 6-0 halve finale: V van Nederland: 0-1 bronzen finale: V van Groot-Brittannië: 1-2 |

### Schietsport
| Olympiër | Discipline             | Resultaat | Prestatie                 |
| -------- | ---------------------- | --------- | ------------------------- |
| Azam Jan | 50m geweer liggend (m) | 58e       | 366 punten: (90-86-94-96) |

### Wielersport
| Olympiër            | Discipline       | Resultaat | Prestatie                                            |
| Baan                | Baan             | Baan      | Baan                                                 |
| ------------------- | ---------------- | --------- | ---------------------------------------------------- |
| Mohammad Naqi Malik | sprint (m)       | 19e       | 1ste ronde serie 5: 3de 1ste ronde herkansingen: 3de |
| Imtiaz Bhatti       | tijdrit (m)      | 25e       | 1.21,2                                               |
| Weg                 |                  |           |                                                      |
| Imtiaz Bhatti       | wegwedstrijd (m) | DNF       | niet gefinisht                                       |
| Mohammad Naqi Malik | wegwedstrijd (m) | DNF       | niet gefinisht                                       |

### Zwemmen
| Olympiër        | Discipline           | Resultaat | Prestatie               |
| --------------- | -------------------- | --------- | ----------------------- |
| Mohammad Ramzan | 400m vrije slag (m)  | 51e       | serie 8: 7de in 5.45,7  |
| Mohammad Ramzan | 1500m vrije slag (m) | 37e       | serie 2: 6de in 23.44,3 |
| Mohammad Bashir | 200m schoolslag (m)  | 38e       | serie 2: 8ste in 3.01,3 |

Argentinië · Australië · Bahama's · België · Bermuda · Birma · Brazilië · Brits-Guiana · Bulgarije · Canada · Ceylon · Chili · China · Cuba · Denemarken · Duitsland · Egypte · Filipijnen · Finland · Frankrijk · Goudkust · Griekenland · Groot-Brittannië · Guatemala · Hongarije · Hongkong · Ierland · IJsland · India · Indonesië · Iran · Israël · Italië · Jamaica · Japan · Joegoslavië · Libanon · Liechtenstein · Luxemburg · Mexico · Monaco · Nederland · Nederlandse Antillen · Nieuw-Zeeland · Nigeria · Noorwegen · Oostenrijk · Pakistan · Panama · Polen · Portugal · Puerto Rico · Roemenië · Saarland · Singapore ·  Sovjet-Unie · Spanje · Thailand · Trinidad en Tobago · Tsjecho-Slowakije · Turkije · Uruguay · Venezuela · Verenigde Staten · Vietnam · Zuid-Afrika · Zuid-Korea · Zweden · Zwitserland